# Côte de Mancy
Côte de Mancy este o arie protejată (sit de importanță comunitară — SCI) din Franța întinsă pe o suprafață de 45,89 ha, integral pe uscat.

## Localizare
Centrul sitului Côte de Mancy este situat la coordonatele 46°39′25″N 5°32′53″E / 46.65694°N 5.54806°E.

## Înființare
Situl Côte de Mancy a fost declarat arie specială de conservare în baza directivei 92/43 din 1992 referitoare la conservarea habitatelor naturale și a faunei și florei sălbatice pentru a proteja 6 specii de animale.

## Biodiversitate
Situată în ecoregiunea continentală, aria protejată conține 6 habitate naturale: Pajiști uscate seminaturale și facies de acoperire cu tufișuri pe substraturi calcaroase (Festuco-Brometalia) (* situri importante pentru orhidee), Grohotișuri medio-europene calcaroase, de la nivel colinar și montan, Pante stâncoase calcaroase cu vegetație casmofită, Liziere de ierburi înalte hidrofile de câmpie și de nivel montan până la alpin, Formațiuni stabile xerotermofile de Buxus sempervirens pe pante stâncoase (Berberidion p.p.), Pajiști carstice calcaroase sau bazofile, de Alysso-Sedion albi.
La baza desemnării sitului se află mai multe specii protejate:
- mamifere (3): liliac cu aripi lungi (Miniopterus schreibersii), liliac cu urechi de șoarece (Myotis blythii), liliac comun (Myotis myotis)
- nevertebrate (3): fluturele de noapte (Eriogaster catax), fluturele auriu (Euphydryas aurinia), fluturele purpuriu (Lycaena dispar)

Pe lângă speciile protejate, pe teritoriul sitului au mai fost identificate 8 specii de păsări, 1 specie de amfibieni, 3 specii de mamifere, 2 specii de nevertebrate, 5 specii de reptile.